# Die Chroniken der Weltensucher
Die Chroniken der Weltensucher ist ein Romanzyklus für Kinder und Jugendliche von Thomas Thiemeyer, der von September 2009 bis September 2013 im Loewe Verlag erschien. Die Reihe umfasst fünf Bände und eine Kurzgeschichte.
Hauptthema sind die Reisen und Abenteuer von Carl Friedrich von Humboldt, einem fiktiven Sohn des deutschen Naturforschers Alexander von Humboldt. Die Geschichten spielen im ausklingenden 19. Jahrhundert und sind eng angelehnt an die Abenteuerromane von Jules Verne, Arthur Conan Doyle und H.G. Wells.

## Band 1: Die Stadt der Regenfresser
Oskar Wegener ist ein sechzehnjähriger Taschendieb im Berlin des Jahres 1893. Nach dem gescheiterten Versuch, den Naturforscher Carl Friedrich von Humboldt zu bestehlen, erwacht er in dessen Haus und lernt dort die dunkelhäutige Haushälterin Eliza Molina sowie das Haustier des Forschers, einen Kiwi namens Wilma, kennen. Statt einer Bestrafung bietet ihm der Forscher an, ihn als Assistent auf seinen Reisen zu begleiten. Oskar nimmt das Angebot an. Begleitet von Charlotte, der Nichte des Forschers, begibt sich die Gruppe auf eine Reise nach Peru. Sie suchen das vergessene Volk der Regenfresser, das in einer steilen Felswand oberhalb der Wolken im Colca Cañon lebt. Doch die Gruppe um Humboldt ist nicht die Einzige, die die Stadt der Regenfresser sucht: Ein Reporter aus den USA namens Max Pepper und eine junge Frau, Valkrys Stone, die die chinesische Kampfkunst des Shaolin Kung Fu beherrscht, wollen die Story über das geheimnisvolle Volk in den Anden für sich.  Bei einem Kampf gegen eine Armee von Rieseninsekten rettet Valkrys die Anderen (Humboldt, Oskar, Charlotte, Eliza, Max und Eine Truppe Eingeborener), wobei sie ihr eigenes Leben verliert. Nach der Reise fliegen Humboldt und Co. mit einem Fliegenden Schiff der Regenfresser zurück nach Berlin.

## Band 2: Der Palast des Poseidon
Nur wenige Wochen nach der Rückkehr aus der Stadt der Regenfresser erhält der Forscher Carl Friedrich von Humboldt einen neuen Auftrag. Vor der Küste Santorins sind mehrere Schiffe auf mysteriöse Weise verschwunden. Augenzeugen berichten von einem riesigen Seeungeheuer, das die unglückseligen Wasserfahrzeuge mit seinen Krakenarmen in die Tiefe zieht.
Humboldt, Charlotte, Eliza und Oskar brechen sofort auf. Ihre Reise führt sie über Athen und Paris bis Le Havre, wo sie dem genialen Schiffskonstrukteur Hippolyte Rimbeault und seiner Tochter Océanne begegnen. Die beiden haben die erste funktionierende Bathysphäre der Welt erfunden und stellen sie den Abenteurern zur Verfügung. Das Team bricht auf, doch die Kugel wird von einem Unbekannten sabotiert. Sie stürzt ab und landet in dreihundert Metern Tiefe auf dem Meeresboden. Dort entdecken sie eine Stadt, bevölkert von Maschinenwesen.

## Band 3: Der Gläserne Fluch
Auf dem Gipfel des Bandiagara-Massivs in Französisch-Sudan, dem heutigen Mali, entdeckt der Völkerkundler Richard Bellheim im Oktober des Jahres 1893 die seit Jahrhunderten verlassene Stadt der Tellem. Es ist die Hauptstadt eines Volkes, das einst aus der Sahara in diese Gegend gekommen war und das – so sagt man – über erstaunliche astronomische Kenntnisse verfügte.
Zurück in Berlin hält Bellheim wenige Wochen später einen Vortrag an der Universität, zu dem auch Carl Friedrich von Humboldt geladen ist. Doch Richard Bellheimer kennt seinen alten Studienfreund nicht mehr.
Seit er aus Afrika zurückgekehrt ist, ist er vergesslich und völlig verändert – und er scheint Glas zu essen. Bellheims Frau Gertrud bittet Humboldt nachzuforschen, was ihrem Mann in Afrika widerfahren sein kann. Oskar, Charlotte und Eliza machen aufs Neue die Pachacútec, ihr Luftschiff, klar, um dem Geheimnis des gläsernen Fluches auf die Spur zu kommen.

## Band 4: Der Atem des Teufels
Tief im Inneren der Erde haust das Volk der Steinernen.
Vor Jahrtausenden wurde es von dieser Welt verstoßen durch die Gier eines einzelnen Mannes.
Betrogen und verraten, holt es sich jetzt zurück, was ihm einst gehörte.
Zwölf Jahre nach dem verheerenden Ausbruch des Vulkans Krakatau in der Meerenge zwischen Java und Sumatra kommt die Erde nicht zur Ruhe. Tiefe Spalten, aus denen undurchdringlicher gelber Nebel quillt, öffnen sich über Nacht. Seltsame gehörnte Kreaturen steigen heraus und versetzen die Bevölkerung in Angst und Schrecken.
Die Vorfälle rufen den Generalgouverneur Niederländisch-Indiens auf den Plan. Er wendet sich an seinen Außenminister, der wiederum den Rektor der Universität zu Berlin um Hilfe bittet. Und der kennt nur einen Mann, der das Rätsel der steinernen Teufel von Java lösen könnte:
Carl Friedrich von Humboldt, Spezialist für unerklärliche Phänomene und Kopf seines unerschrockenen Teams der Weltensucher.

## Band 5: Das Gesetz des Chronos
Kaiser Wilhelm II. und dessen Gattin werden ermordet und Deutschland droht in einen Bürgerkrieg zu stürzen. Davon liest Humboldt zwei Tage später in der Zeitung.
Wenige Tage zuvor war ein Reporter bei ihm zu Besuch und hat in seiner Werkstatt herumgeschnüffelt. Nun ist von einer Zeitmaschine zu lesen, an der Humboldt angeblich bauen soll.
Jetzt erwarten alle von ihm, dass er in die Vergangenheit reist, um das Attentat ungeschehen zu machen.
Doch Humboldt kennt die Gefahren, das Gesetz des Chronos: Alles was in der Vergangenheit verändert wird, findet ein Echo in der Gegenwart.

## Hintergrund
In einem Interview sagte Thomas Thiemeyer einmal, er sei schon seit längerem von der Idee begeistert, eine Buchreihe zu schreiben, die im ausklingenden 19. Jahrhundert spiele. Ihn fasziniere diese wundersame Welt von vor über hundert Jahren, in der eine Aufbruchstimmung geherrscht habe wie selten zuvor. Die Welt war zu weiten Teilen unerforscht und die weißen Flecken auf den Landkarten unermesslich groß. Die Menschen fingen gerade an, die Lüfte zu erobern und der Ozean war für sie ein dunkles, tiefes Nichts. Was läge also näher, als Geschichten aus der Sicht eines Forschers zu schreiben?
Auf die Frage, ob er sich beim Schreiben an klassischen Abenteuergeschichten orientiere, antwortete der Autor: "Aufmerksame Leser werden sicher die eine oder andere Ähnlichkeit meiner Figuren mit bestehenden literarischen Vorbildern erkennen. Auch bestimmte Handlungselemente dürften vertraut wirken. Ich habe das ganz bewusst so angelegt. Ich wollte ein Gefühl der Vertrautheit erzeugen, ohne die literarischen Vorbilder zu kopieren. Ein Oskar Wegener mag ein paar Charaktereigenschaften eines Oliver Twist haben, er besitzt aber auch etliche neue. Carl Friedrich von Humboldt wiederum mag ein wenig an William von Baskerville aus Der Name der Rose erinnern, obwohl er wesentlich kämpferischer und streitbarer veranlagt ist.
Ich greife bei meinen Figuren gerne auf Klischees zurück, um diese dann zu verändern und zu brechen. So bekommen sie etwas Frisches und Einprägsames, ohne den Leser durch ihre völlige Fremdartigkeit zu irritieren."

## Ausgaben
- 'Die Stadt der Regenfresser', Gebundene Ausgabe, Loewe Verlag, 2009, ISBN 978-3-7855-6574-2
- 'Die Stadt der Regenfresser', Hörbuchausgabe (gelesen von Dietmar Wunder), Jumbo Neue Medien & Verlag GmbH, 2009, ISBN 978-3-8337-2437-4

- 'Der Palast des Poseidon', Gebundene Ausgabe, Loewe Verlag, 2010, ISBN 978-3-7855-6576-6
- 'Der Palast des Poseidon', Hörbuchausgabe (gelesen von Dietmar Wunder), Jumbo Neue Medien & Verlag GmbH, 2010, ISBN 978-3-8337-2612-5

- 'Der Gläserne Fluch', Gebundene Ausgabe, Loewe Verlag, 2011, ISBN 978-3-7855-6577-3
- 'Der Gläserne Fluch', Hörbuchausgabe (gelesen von Dietmar Wunder), Jumbo Neue Medien & Verlag GmbH, 2011, ISBN 978-3-8337-2807-5

- 'Der Atem des Teufels', Gebundene Ausgabe, Loewe Verlag, 2012, ISBN 978-3-7855-7049-4

- 'Das Gesetz des Chronos', Gebundene Ausgabe, Loewe Verlag, 2013, ISBN 978-3-7855-7050-0

## Auszeichnungen

### Die Stadt der Regenfresser
- Die 50 besten Kinderbücher 2009 Familie&Co
- Die besten Hörbücher 2009 Saarländischer Rundfunk & Radio Bremen
- Buch des Monats November Jugendbuch-Couch
- Bestes Cover – Silbermedaille LovelyBooks Leserpreis
- Lieblingsbuch 2009 Lies & Lausch
- Empfehlenswert im Rahmen des Friedrich-Gerstäcker-Preises 2009
- Die besten Kinderbücher im Winter 2009/10 Kinder-Akademie-Fulda

### Der Palast des Poseidon
- Die besten Romane 2010 – Platz 1 Lies & Lausch-Leserpreis
- Die besten historischen Romane 2010 – Platz 6 LovelyBooks Leserpreis
- Beste Lesung Kinder/Jugendbuch – OHRKANUS 2011

## Rezensionen
- „Wenn Humboldt Nachkommen gehabt hätte, dieser Sohn hätte ihm garantiert gefallen.“ Süddeutsche Zeitung[2]
- „Klassischer Abenteuerroman ganz im Geiste des 19. Jahrhunderts zwischen Jules Verne und Indiana Jones.“ Bücher[3]